# Фаял (Азорские острова)
Фаял (порт. Faial) — один из 9 населённых островов Азорского архипелага (Португалия), вместе с островами Грасиоза, Пику, Сан-Жоржи и Терсейра входит в центральную группу Азорских островов.

## Общие данные
Остров расположен в северной части Атлантического океана. Он отделен от соседнего острова Пику узким проливом шириной немногим более 8 км, который часто называют каналом Фаялу. Максимальная длина острова достигает 21 км, ширина — 14 км, общая площадь 172,43 км². Самой высокой точкой является гора Горда, высота которой достигает 1043 м над уровнем моря.
Название острова переводится на русский язык как «буковый лес», однако местное население часто называет остров «синим». Главный морской порт острова находится в городе Орта. Благодаря своему выгодному географическому расположению он стал промежуточным пунктом на пути между Америкой и Европой. Климат острова влажный (относительная влажность воздуха тут почти всегда превышает 79 %), среднемесячная температура зимой — 13 °C, летом — 22 °C.
Административным центром острова является город Орта, в котором проживает большая часть островного населения (8,8 тыс. человек). Кроме того, город является центром одноимённого муниципалитета, который занимает всю территорию острова и поделён на 13 муниципальных общин. Всего на острове проживает 14 994 человек (по состоянию на 2011 год). В городе Орта располагается региональный парламент Азорского автономного региона. В 2011 году на острове был открыт природный парк Фаял.

## Геоморфология

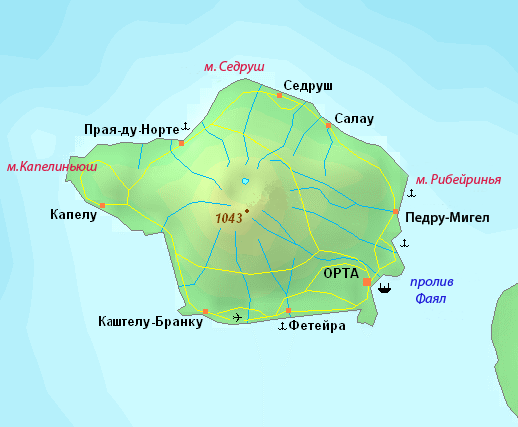
Карта острова Фаял

Фаял вместе с островом Пику образовался в результате разлома литосферных плит, который проходит в зоне Центральной группы архипелага на расстоянии около 350 км. Образованный в результате вулканических процессов, остров сконцентрирован вокруг кратера вулкана центрального типа. Посредине острова можно рассмотреть кратер с почти вертикальными стенами в виде круга диаметром около 2 км, который был образован этим вулканом. Местное население называет этот вулкан Калдейра. Дно кратера представляет собой почти ровную поверхность с несколькими небольшими горными озёрами и находится на высоте приблизительно 570 м над уровнем моря и 400 м ниже наивысшей точки острова.
Наиболее опасным для населения острова является вулканический комплекс Капелу с его потенциально активным вулканом Капелиньюш, находящийся в западной части острова. В конце 1950-х годов вулкан действовал в течение почти 13 месяцев с 27 сентября 1957 года по 24 октября 1958 года. В результате его извержения общая площадь острова увеличилась почти на 2,5 км². Хотя погибших и не было, но большинство домов были разрушены, а около половины местного населения муниципальных общин Капелу и Прая-ду-Норте под психологическим давлением эмигрировало в Соединённые Штаты Америки, воспользовавшись утверждённым американским правительством специальным указом, в рамках которого было выдано около 1,5 тыс. виз. Последнее землетрясение на острове произошло 9 июля 1998 года, в результате которого пострадало много домов в западной части острова.

## Экономика
В 1978 году в городе Орта на острове Фаял введен в эксплуатацию узел связи ВМС Португалии.
В южной части острова, которая является более равнинной, расположен международный аэропорт, на расстоянии 9,5 км от административного центра Орта.
В экономике острова преобладает мясо-молочная промышленность. Сельскохозяйственные угодья занимают 28 процентов территории острова. Выращивают цитрусовые, бананы, зерновые культуры. 16 % острова покрыто лесами, что соответствует общей площади 645 га. Рыболовство сегодня представлена главным образом выловом тунца, поскольку охота на китов запрещена. С каждым годом туризм занимает все более важное место в экономике острова, хотя и продолжает оставаться сезонным, — конный спорт, экскурсии с показом дельфинов, кашалотов и китов, дайвинг и подводное фотографирование, прогулочные маршруты как в средину острова, так и морскими транспортными средствами. Предусмотрено также строительство новой гавани и поля для гольфа.